# Сокольники (Тверская область)
Соко́льники — посёлок сельского типа в Кувшиновском районе Тверской области. Центр Сокольнического сельского поселения.

## География
Находится в 16 км к юго-западу от районного центра Кувшиново, на автодороге «Кувшиново — Ранцево — Брылево». Рядом проходит железнодорожная линия Торжок — Кувшиново — Соблаго.

## История
Возник в конце 1940-х как рабочий посёлок лесозаготовителей.
В 1997 году — 312 хозяйств, 731 житель. Администрация сельского округа, лесоучасток Каменского леспромхоза, средняя школа, ДК, библиотека, больница, аптека, отделение связи, сберкасса, баня, пекарня, столовая, 3 магазина; обелиск воинам-землякам, павшим в Великой Отечественной войне.

## Население
| 1997 | 2002 | 2008 | 2010 |
| ---- | ---- | ---- | ---- |
| 731  | ↘582 | ↘547 | ↘490 |

## Инфраструктура
В посёлке имеются Сокольническая основная общеобразовательная школа (новое здание построено в 1992 году), детский сад, дом культуры, фельдшерско-акушерский пункт, отделение почтовой связи.